# Francisca Herrera Garrido
Francisca Herrera Garrido (Corunha, 6 de março de 1869 — Corunha, 4 de novembro de 1950) foi uma escritora e poetisa galega, primeira mulher eleita acadêmica na Real Academia Galega.

## Biografia
Nascida na cidade da Corunha, pertencia a uma rica família aristocrática galega, e viveu parte de sua vida em Madrid. Apesar de ter escrito primariamente em Galego, ela também escreveu algumas obras em castelhano. Uma contemporânea de Sofía Casanova, foi Rosalia de Castro que serviu-lhe como modelo literário. Conservadora e religiosa, ela "foi uma das primeiras mulheres a publicar uma narrativa em galego". A sua obra mostra uma grande riqueza linguística, fazendo uso de vocabulário rico e impecável. Foi a primeira mulher nomeada para membro permanente da Real Academia Galega, e foi homenageada no Dia das Letras Galegas de 1987.

## Obras
- Sorrisas e bágoas (poemário em galego; Madrid, 1913).
- Almas de muller...¡volallas n'a luz! (poemário em galego; A Corunha, 1915).
- Frores do noso paxareco (poemário em galego; ¡Terra a Nosa! nº 11, A Corunha, 1919).
- Néveda (novela em galego, 1920).
- A neta de naipera (novela em galego; Nós, 20 de agosto de 1921).
- A ialma de Mingos (novela em galego; Editorial Céltiga, 1922).
- Pepiña (novela em castelhano, Editorial Marineda, Madrid, 1922).
- Martes de Antroido (novela em galego; Lar, 1925; portada de Camilo Díaz).
- A muller galega (ensaio; Nós, 15 de agosto de 1925; escrito em Oleiros ou 28 de marzo de 1916).
- Réproba (novela em castelhano, 1925).
- Familia de lobos: la novela del obrero (novela em castelhano, 1928).